# قرار مجلس الأمن التابع للأمم المتحدة رقم 1994
قرار مجلس الأمن التابع للأمم المتحدة رقم 1994، الذي اتخذ بالإجماع في 30 يونيو 2011، بعد النظر في تقرير الأمين العام بان كي مون بشأن قوة الأمم المتحدة لمراقبة فض الاشتباك (أندوف) وإعادة تأكيد القرار 1308 (2000)، مدد المجلس ولايتها لمدة ستة أشهر أخرى حتى 31 ديسمبر 2011.
أنشئت قوة الأمم المتحدة لمراقبة فض الاشتباك في عام 1974 بموجب القرار 350 (1974) لرصد وقف إطلاق النار بين إسرائيل وسوريا.

## التبني
خلال المناقشات، أعرب بعض أعضاء المجلس—مثل ألمانيا وفرنسا والمملكة المتحدة والولايات المتحدة—عن القلق من أن العنف الذي وقع مؤخرا على طول الحدود الإسرائيلية مع سوريا قد أثارته الحكومة السورية في محاولة لصرف الانتباه عن انتفاضة داخلية كجزء من الربيع العربي؛ غير أن روسيا والصين قالوا إن هذه المسائل لا ينبغي أن تكون مترابطة، كما أنها ليست مدرجة في جدول أعمال المجلس.

## التفاصيل
دعا مجلس الأمن إلى تنفيذ القرار 338 (1973) الذي طالب بإجراء مفاوضات بين الطرفين من أجل التوصل إلى تسوية سلمية للحالة في الشرق الأوسط. ودعا جميع الأطراف إلى احترام اتفاق وقف إطلاق النار لعام 1974، الذي وضع في «الخطر» بسبب أعمال العنف الأخيرة. وفي غضون ذلك، رحب أعضاء المجلس بجهود قوة الأمم المتحدة لمراقبة فض الاشتباك الرامية إلى تنفيذ سياسة الأمين العام المتمثلة في عدم التسامح مطلقا مع الاستغلال والاعتداء الجنسيين.
أخيرا، طُلب إلى الأمين العام أن يقدم قبل نهاية ولاية قوة الأمم المتحدة لمراقبة فض الاشتباك تقريرا عن التدابير الرامية إلى تنفيذ القرار 338 وتطورات الحالة. أشار تقرير الأمين العام المقدم عملا بالقرار السابق بشأن قوة الأمم المتحدة لمراقبة فض الاشتباك إلى استمرار التوتر في الحالة في الشرق الأوسط إلى أن يتم التوصل إلى تسوية، مع قيام الأمين العام بتشجيع محادثات السلام التي قطعت في ديسمبر 2008.

## وصلات خارجية
- نص القرار على undocs.org